# بوني (إلينوي)
بوني (بالإنجليزية: Bonnie)‏ هي منطقة سكنية تقع في الولايات المتحدة في إلينوي. يقدر عدد سكانها بـ 424 نسمة .